# Timo Regouin
Timo Regouin (Tilburg, 28 januari 2002) is een Nederlands voetballer die als vleugelaanvaller voor het Belgische KFC Zwarte Leeuw speelt.

## Carrière
Timo Regouin speelde in de jeugd voor SC 't Zand, gezamenlijke jeugdopleiding van Willem II en RKC Waalwijk en Willem II. Bij die laatste club tekende hij op zeventien jarige leeftijd een contract voor tweeënhalf jaar.. Tot een officieel debuut kwam het nooit. Op 25 mei 2022 tekende Regouin voor twee seizoenen bij FC Den Bosch. Daar maakte hij zijn officiële debuut in het betaalde voetbal op 5 augustus 2022. In de met 1-3 verloren thuiswedstrijd tegen FC Eindhoven kwam hij na 81 minuten in het veld voor Dino Halilović.
Wegens een gebrek aan speeltijd maakte FC Den Bosch op 20 december 2022 bekend dat het Regouin voor een half jaar verhuurt aan Kozakken Boys.

## Statistieken
| Seizoen                   | Club             | Land           | Competitie       | Comp. | Comp. | Beker | Beker | Totaal | Totaal |
| Seizoen                   | Club             | Land           | Competitie       | W     | D     | W     | D     | W      | D      |
| ------------------------- | ---------------- | -------------- | ---------------- | ----- | ----- | ----- | ----- | ------ | ------ |
| 2022/23                   | FC Den Bosch     | Nederland      | Eerste divisie   | 1     | 0     | 0     | 0     | 1      | 0      |
| 2023                      | Kozakken Boys    | Nederland      | Tweede divisie   | 4     | 0     | 1     | 0     | 5      | 0      |
| 2023/24                   | KFC Turnhout     | België         | Derde afdeling   | 26    | 8     | 1     | 0     | 27     | 8      |
| 2024/25                   | KFC Zwarte Leeuw | België         | Derde afdeling   | 30    | 14    | 2     | 1     | 32     | 15     |
| 2025/26                   | Hoogstraten VV   | België         | Eerste nationale |       |       |       |       |        |        |
| Carrièretotaal            | Carrièretotaal   | Carrièretotaal | Carrièretotaal   | 61    | 22    | 4     | 1     | 65     | 23     |
| Bijgewerkt op 19 mei 2025 |                  |                |                  |       |       |       |       |        |        |